# 暴雪圏
『暴雪圏』（ぼうせつけん）は、佐々木譲による日本の長編警察小説。『小説新潮』（新潮社）にて2008年1月号から2009年1月号まで、1度の休載を挟んで連載された。短編集『制服捜査』に続く「駐在警官・川久保篤シリーズ」第2作。川久保が志茂別駐在所に赴任して2年目の冬の物語である。
単行本のキャッチコピーは、暴走を始めた殺人犯―応援は、来ない。

## あらすじ
3月の彼岸頃に北日本を襲う、彼岸荒れと呼ばれる嵐。北海道東部では、厳寒期とは違う湿った重い雪が吹き荒れ、嵐による暴風と暴雪が組み合わさり、交通網が完全に遮断されてしまうことも珍しくない。その日も、テレビやラジオでは、午後からの暴風雪に注意を促し続けていた。
通報を受けた川久保が発見した一部白骨化した変死体、余命幾ばくもないことを悲観し、会社の金庫の中の2000万円を奪う計画を立てる会社員・西田、出会い系サイトで知り合った男と縁を切りたい主婦・明美、暴力団組長の家に強盗に入った男・笹原、組長の留守に強盗に入られ、姐さん（組長夫人）を殺され面目丸潰れの組員・足立、義父の魔の手から逃げたい少女・美幸。
猛吹雪で全ての交通手段が停止され、町は閉ざされる。それぞれの事情で一刻も早く町から出たい人々は偶然か必然か、小さなペンションに集い始める。小さな町に、警察官は駐在の川久保のみ、応援は来られない。この極限状態を川久保はどう乗り切るか……。

## 登場人物
西田 康男（にしだ やすお）
志茂別開発株式会社の社員。胃痛がひどく、帯広の病院でのちゃんとした検査を医者に勧められている。妻とは死別している。自分は胃癌を患っていると考え、残業代を払わない雇用主や軽んじた扱いをする同僚への不満から会社の金を盗み出してしまう。その後、事が発覚する前にとグリーンルーフ方面へ逃走する。
坂口 明美（さかぐち あけみ）
携帯電話の出会い系サイトで出会った男につきまとわれている。既婚者。結婚から2年後に夫が志茂別に転勤となるが、田舎暮らしにもすぐに飽き、出会い系サイトを利用してしまった。菅原と肉体関係を持つがすぐに本性を見抜き、別れ話を持ち掛けるが脅迫されることを懸念している。関係を終わらせるべく菅原が待つグリーンルーフへ向かう。
菅原 信也（すがわら しんや）
出会い系サイトで出会った明美に執拗につきまとう男。出会い系サイトで知り合った女たちに貢がせるのを稼業にしている。32歳。小太り気味で容姿はそれほどではないが、巧みな話術とメールの文章で人妻たちを魅了してきた。最後に一度だけ会って欲しいと明美にしつこく要求し、待ち合わせ場所に指定したグリーンルーフへと向かう。
足立 兼男（あだち かねお）
徳丸組のヤクザ。浩美（内儀）の運転手として屋敷で待機していたところへ、宅配便を装った男に襲われる。
笹原 史郎（ささはら しろう）
携帯電話の闇サイトで知り合った佐藤を相棒に、徳丸組の屋敷を襲った。佐藤が浩美を殺したのは計画外だったため見限り、途中から別行動に移した。
佐藤 章（さとう あきら）
笹原の相棒。闇サイトを介して笹原に雇われた。浩美からダイヤのピアスを奪った際に痛みで暴れられた為、反射的に殺害してしまう。笹原から別行動を提案されるが内心では信用しておらず、自分を囮にするつもりだと考えグリーンルーフ方面へと逃走ルートを変更した。拳銃を所持している。
佐野 美幸（さの みゆき）
高校を卒業したばかり。母親の入院中に義父に犯され、母親の入院が延びると分かり、札幌にいる父方の叔母を頼る決意をする。山口の善意でトラックに乗せてもらったが暴雪のためグリーンルーフへと非難する。
山口 誠（やまぐち まこと）
トラックの運転手。バスが運休し困っていた美幸を乗せるが暴雪で足止めを食らい、共にグリーンルーフへ。
徳丸 徹二（とくまる てつじ）
地元の暴力団組長。地方競馬の関連業界と親しい。上部団体の稲積連合の四代目会長襲名披露宴に出席するために、主だった組員を連れ熱海へ行った。
徳丸 浩美（とくまる ひろみ）
徹二の内儀（後妻）。かつて札幌のキャバレーでナンバーワンだった。宅配便を装った男たちに襲われ、抵抗したため銃殺された。
大塚 秀夫（おおつか ひでお）
志茂別開発株式会社の社長。農業資材の販売を中心とする、正社員19名の地元企業。大の競走馬好きで、サラブレッドを何頭も所有し、地方競馬に出走させている。
大塚 利恵（おおつか としえ）
秀夫の妻。従業員の給料について、夫である社長より大きな決定力を持つ。残業代が払われるかどうかは利恵次第。話の中にしか登場しない。
薬師 泰子（やくし やすこ）
川久保が発見した変死体。出会い系サイトで知り合った菅原に貢ぎ、徳丸組の下部組織の金融会社から金を借り、借金まみれになった。
薬師 宏和（やくし ひろかず）
志茂別畜産の運転手。泰子の夫。
増田 直哉（ますだ なおや）
ペンション兼レストラン「グリーンルーフ」のオーナー。
増田 紀子（ますだ のりこ）
直哉の妻。熊谷の実家の母親が認知症のため、引き取れないかと夫に相談している。
甲谷 雄二（かぶとや ゆうじ）
北海道警察帯広署組織犯罪対策班の刑事。階級は警部補。マル暴担当。徳丸に買収されている訳ではないが、悪い仲ではない。徳丸の屋敷から金を奪い、浩美を殺害した犯人たちを追う。
新村 和樹（にいむら かずき）
帯広署巡査。甲谷の部下。
坂口 祐介（さかぐち ゆうすけ）
明美の夫。自分のことを「ゆうくん」と呼ぶ。明美とは小田原の食品メーカーに勤めていた時に出会い、結婚した。電話越しにのみ登場。
平田 邦幸（ひらた くにゆき）・久美子（くみこ）
道内を旅行していた初老の夫婦。グリーンルーフの予約客。
佐野 幸枝（さの ゆきえ）
美幸の母親。小さな居酒屋をやっていた。1カ月前に腎臓疾患で、帯広の市立病院に入院した。回想の中にのみ登場。
笠井 伸二（かさい しんじ）
美幸の義父。幸枝の再婚相手。44歳。地元の農業機械センター勤務。居酒屋の馴染み客だった。幸枝が入院したのをいいことに美幸をレイプした。設定のみのキャラクター。
伊藤 克人（いとう かつんど）
広尾署刑事課長。電話越しにのみ登場。